# توماس جيير
توماس جيير (بالألمانية: Thomas Geyer)‏ (6 مارس 1991 بإيهنغن في ألمانيا - ) هو لاعب كرة قدم ألماني في مركز الدفاع. شارك مع منتخب ألمانيا تحت 20 سنة لكرة القدم. أما مع النوادي، فقد لعب مع فيهين فيسبادن وفي إف بي شتوتغارت الثاني.

## روابط خارجية
- توماس جيير على موقع قاعدة بيانات كرة القدم.إي يو (الإنجليزية)
- توماس جيير على موقع بيانات كرة القدم. دي إي (الألمانية)
- توماس جيير على موقع Soccerway.com (الإنجليزية)
- توماس جيير على موقع عالم كرة القدم.نت (الإنجليزية)